# Cazul comitativ
În gramatică, cazul comitativ (abreviat com) este un caz gramatical care denotă însoțire sau acompaniament. În română, prepoziția „cu”, în sensul de „în companie cu” sau „împreună cu”, joacă un rol substanțial similar. Alte utilizări ale lui „cu”, precum în sensul de „folosind” sau „cu ajutorul căruia” („Am tăiat pâinea cu cuțitul”), corespund cazului instrumental sau cazurilor înrudite.

## Semnificația principală
Cazul comitativ codifică o relație de „acompaniament” între doi participanți la un eveniment, numiți „însoțitor” și „însoțit”. În plus, există un „raportor” (care poate fi din mai multe categorii lexicale, dar cel mai frecvent este un afix sau o adpoziție). Folosirea cazului comitativ conferă proeminență însoțitorului.  Această propoziție italiană este un exemplu:
[Il professore]însoțitor entra nell'aula [con]raportor [i suoi studenti]însoțit
'Profesorul intră în amfiteatru (împreună) cu studenții lui'.
În acest caz, il professore este însoțitorul, i suoi studenti sunt însoțiții, iar con este raportorul. Ca însoțitor, il professore este cel mai proeminent.
Animativitatea joacă, de asemenea, un rol major în majoritatea limbilor cu caz comitativ. Un grup de limbi cere ca atât însoțitorul, cât și însoțitul să fie umane sau animate. Un alt grup cere ca ambii să fie în aceeași categorie: ambii umani sau ambii animați. Un al treilea grup cere un însoțitor animat și un însoțitor inanimat. Alte limbi nu au restricții bazate pe animație.

## Exemple

### Limbile Sami
Deoarece există multe limbi sami, există variații între acestea. În cea mai mare limbă sami, sami de nord, cazul comitativ înseamnă fie comuniune, părtășie, conexiune - fie instrument, unealtă. Poate fi folosit fie ca complement direct, fie ca adverb.
Se exprimă prin sufixul -in la singular și -iguin la plural.
Un exemplu de utilizare a obiectului în limba sami de nord este Dat láve álo riidalit isidiin „Ea mereu se ceartă cu soțul ei”. Un exemplu de utilizare adverbială este Mun čálán bleahkain „Eu scriu cu cerneală”.

### Maghiară
În maghiară, cazul comitativ este marcat prin sufixul -stul/-stül. A nu fi confundat cu cazul sociativ sau instrumental-comitativ. Exemplu:
| ruhá-stul                                        | és | cipő-stül    | feküd-t-em         | az  | ágy-ban |
| ------------------------------------------------ | -- | ------------ | ------------------ | --- | ------- |
| haine-COM                                        | și | pantofii-COM | sta-PAST-INDEF.1SG | DEF | pat-INE |
| „Stăteam în pat cu hainele și pantofii pe mine.” |    |              |                    |     |         |

Cu toate acestea, marcatorul de caz comitativ nu poate fi utilizat dacă însoțitorul are un marker de plural. Prin urmare, atunci când markerul comitativ este adăugat unui substantiv, acesta ascunde dacă acel substantiv este singular sau plural.